# جاسمین (خواننده)
جاسمین یا سارا لیوونا مناهینووا (روسی: Са́ра Льво́вна Манахи́мова; زاده ۱۲ اکتبر ۱۹۷۷), در شهر دربند جمهوری خودگردان داغستان (اتحاد جماهیر شوروی، فدراسیون روسیه کنونی) یک خواننده پاپ روسی، بازیگر، مانکن و مجری تلویزیون است. او هنرمند تقدیر از جمهوری داغستان هست.

## دوران کودکی و نوجوانی
جاسمین در ۱۲ اکتبر، ۱۹۷۷ در دربند (روسیه) در خانواده‌ای یهودی از قفقاز متولد و بزرگ شد. پدرش یاکولویچ لیوونا مناهینووا (متولد سال ۱۹۵۰) طراح رقص بود. او باعث افتخار مردم داغستان بود. مادرش مارگاریتا سمینووا مانهینووا (۱۹۵۶–۱۹۹۶)
رهبر ارکستر بود. او یک برادر به نام آنتونی لیونیچ مانهینوو دارد که ۲ سال از او بزرگتر است. او در کودکی به بازیگر و خواننده شدن فکر نمی‌کرد او فقط می‌خواست که زبان انگلیسی مطالعه کند و بنابراین شروع به مطالعه واژه‌شناسی یا زبانشناسی تاریخی و تطبیقی کرد. اما او در دربند بود و در آنجا مدرسه خوب و امکانات وجود نداشت و برای رفتن به مسکو پدر و مادرش اجازه نمی‌دادند. مادر جاسمین او را متقاعد که به دانشکده پزشکی برود، جاسمین قبول کرد و با درجه ممتاز فارغ‌التحصیل شد (در زمان تحصیل به عنوان بخشدار انتخاب شده بود). در حالی که به کالج می‌رفت به عنوان یک خواننده آینده بر روی صحنه ظاهر شد.
تیم کی. وی. ان (КВН) پزشکان یک مسابقه برای رقابت دانش آموزان در مدارس موسیقی گذاشتند. جاسمین که کاملاً قادر به خواندن بود برای کشف استعداد خود در حرفهٔ موسیقی وارد این مسابقه شد.
- مادرش در اواسط سال ۱۹۹۵ مبتلا به بیماری سرطان شده و در روز تولد خودش در سال ۱۹۹۶ درگذشت.
- جاسمین بعد از مرگ مادرش گفت: «با این اتفاق یک باره زندگی من مثل جابجایی کوه تغییر کرد. درست است که من بزرگ شده‌ام ولی واقعاً عاشق مادرم بودم و به او وابسته بودم و او را ستایش می‌کنم».
- در همان زمان به جاسمین با یک تاجر به نام ویاچسلاو آشنا شد. او به جاسمین پیشنهاد ازدواج کرد و سارا (جاسمین) به عروسی با او موافقت کرد؛ و آن‌ها در ۱۶ آگوست ۱۹۹۷، این زوج صاحب یک پسر شدند و او را مایکل نام نهادند.

و بعد در سال ۲۰۰۷ جاسمین زندگی نامه خود را که در مورد ازدواج او هم بود را منتشر کرد.

### خانواده
- او با شوهر اولش ویاچسلاو که دارای رستوران‌های زنجیره‌ای بود در سال ۱۹۹۶ ازدواج کرده بود ولی آن‌ها در سال ۲۰۰۶ از هم جدا شدند؛ و بعد در سال ۲۰۰۷ جاسمین زندگی‌نامه خود را که در مورد ازدواج او هم بود را منتشر کرد.[۳]
- جاسمین برای بار دوم با ایلان شور در سپتامبر ۲۰۱۱ در مولداوی ازدواج کرد.
- پسرش مایکل یا می‌خاییل متولد ۱۶ اووت ۱۹۹۷ است.
- جاسمین دو مادر بزرگ دارد که یکی از آن‌ها ۸۰ سال دارد و در دربند زندگی می‌کند و دیگری ۹۶ سال دارد و در اسراییل زندگی می‌کند.[۴]
- نام برادرزاده‌های جاسمین، لوا و سرگی است.
- دختر جاسمین، مارگارتا ایلانونا شور (متولد ۷ فوریه ۲۰۱۲) است. او این نام را از روی نام مادرش برای دخترش انتخاب کرده‌است.
- آشنایی، او با مردی ایرانی و مشهدی الاصل در سال ۲۰۱۵ آشنا شد و شروع به یادگیری زبان فارسی کرد. او تمام آهنگ‌های فارسی را با کمک رضا می‌نویسد.

## فرصت‌های شغلی

### سالهای ۲۰۰۰–۲۰۰۹
جاسمین قبل از خوانندگی به عنان یک مانکن شروع به کار کرده بود. او گفت: در پاریس با یک دوست، به نام جان آشنا شدم او یک طراح لباس بود که وقتی من را دید از من خواست که یک سری لباس را امتحان کنم و من این کار را انجام دادم او با دیدن من در این لباس‌ها به من پیشنهاد کرد که برای عکس گرفتن حاضر شوم ولی من در ابتدا زبان این آقا را نمی‌فهمیدم چون او فرانسوی صحبت می‌کرد. هنگامی که او دوباره انگلیسی تغییر با من صحبت کرد، من فقط می‌خندیدم، و در آخر پیشنهادش را پذیرفتم.

معلوم بود که یک تعریف ساده‌است، اما یک پیشنهاد کسب و کار واقعی بود. جاسمین بعد از کار با جان به یک مدل در روسیه تبدیل شد. پس از آن او شروع کرده و پیشنهادات جالب دیگری دریافت کرد. اما جاسمین تصمیم گرفت به زندگی خود را با کسب و کار تبلیغات پیوند دهد. جاسمین برای ۳ سال به کلاس‌های آموزشی موسیقی رفت و با سعی و تلاش هنر موسیقی را آموخت. با پشتیبانی و کمک‌های مالی از سوی شوهر اول خود در سال پایان سال ۱۹۹۹ آهنگی را با نام «این اتفاق می‌افتد» و کلیپ‌ها را با همین نام منتشر کرد. او در سال ۲۰۰۱ با آهنگ عشق دوباره به محبوبیت رسید و در موسیقی پاپ روسیه ظهور کرد.
جاسمین ۶ آلبوم دیگر در سالهای ۲۰۰۲ تا ۲۰۰۵ انتشار داد که پرفروش‌ترین آن آلبوم بله (یا روسی: Да) بود.
کنسرت ۱۰۰٪ عشق آغاز شد و جاسمین برای کنسرت به کشورهایی مثل ایالات متحده، اسرائیل، اسپانیا، کانادا، قزاقستان، لتونی، بلاروس، جمهوری آذربایجان، ترکیه، آلمان، اوکراین رفت. او در حال حاضر در انتشار هشتمین آلبوم خود کار می‌کند.
- او مجری برنامه «دایره وسیعتر» در کانال TVC بود.
- جاسمین در موسیقی «علی بابا و ۴۰ دزد» که در آن نقش زینب (همسر علی بابا - زینب) را بازی کرد و نشان ستاره‌دار دریافت کرد.
- او از پایان سال ۲۰۰۷ در پروژه «ستاره» در کانال اول روسیه شرکت کرد و مقام سوم را بدست آورد.
- در سال ۲۰۰۸ ستارهٔ زیبایی را در عرصه موسیقی گرفت.
- ۲۵ سپتامبر ۲۰۰۹، جاسمین به عنوان بهترین هنرمند انتخاب شد و یک لوح تقدیر از جمهوری داغستان دریافت کرد.
- جاسمین در ۸ دسامبر ۲۰۰۹، آلبوم هفتم خود را به نام رؤیا ارائه داد که در این آلبوم ۱۲ آهنگ خوانده بود.

### در سال ۲۰۱۰
- در سال ۲۰۱۰، جاسمین و خوانندهٔ معروف و محبوب آلسو (Алсу)، به همراه ایرینا دوبستووا و تاتیانا بولانووا و لرا کودریاوتسوا گروهی را تشکیل دادند تا به نوشتن لالایی برای کودکان، (برنامهٔ "خواب، عسل من") در حمایت از پروژه‌های خیریه‌ای و طرح سازمان یونیسف کنسرت‌هایی برگزار کردند. این برنامه برای تهیهٔ واکسن برای جلوگیری از کزاز در نوزادان و مادران آن‌ها برگزار شد.
- در سال ۲۰۱۱ جاسمین دوباره به لژ سلطنتی در «مرسدس بنز مدهفته روسی»، که یک مجموعه جدید بود رفت، "برای او" لباس عروسی و لباس شب مد لباس خانه "النور" تهیه کرده بودند؛ که این مجموعه تصاویر جاسمین الهه شعر و موسیقی بود.[۵]
- در ۱ ژوئن ۲۰۱۱ جاسمین پیشرو در برنامه «جعبه تازه‌وارد» در کانال جعبه موسیقی روسی Russian Music Box  شرکت کرد.
- ۲۸ ژوئن ۲۰۱۱ جاسمین جایزه بهترین مادر هنرمند را دریافت کرد.
- او ۱۰ سپتامبر سال ۲۰۱۱ در جشنواره موسیقی کریمه ۲۰۱۱، برگزار شد شرکت کرد و در در کریمه، جاسمین ریمیکس آهنگ عشق و آهنگ رؤیا را خواند.
- در مصاحبه با برنامهٔ «آرامش» جاسمین گفت: آلبوم هشتم خود را پاییز سال ۲۰۱۲ منتشر خواهد کرد.

## جوایز و عناوین
جاسمین - چند بار برنده «گرامافون طلایی» (۲۰۰۰–۲۰۰۱، ۲۰۰۳–۲۰۰۵)، و «آهنگ سال» (۲۰۰۰–۲۰۰۵، ۲۰۰۷–۲۰۱۱) شده‌است. او در طول فعالیت‌های خلاقانه خود موفق به کسب جوایز و عنوان‌های زیر شده‌است:
- ۱. دریافت جایزه برای «فیلم شادی و سرور عمومی» («Овация») سال ۲۰۰۰.
- ۲. دریافت جایزه برای «موزیک استوپودوو» («музыке Стопудовый») سال ۲۰۰۱.
- ۳. دریافت جایزه برای «آواز سال اوکراین» («Песня года-Украина») سال ۲۰۰۳.
- ۴. دریافت جایزه برای «موزیک استوپودوو» («музыке Стопудовый») سال ۲۰۰۳.
- ۵. دریافت جایزه برای «موزیک استوپودوو» («музыке Стопудовый») سال ۲۰۰۴.
- ۶. دریافت جایزه برای «جوایز موسیقی ام تی وی روسیه» («MTV Russia Music Awards») سال ۲۰۰۵.
- ۷. دریافت جایزه برای «بهترین بازیگر و خوانندهٔ داغستان» («Заслуженная артистка республики Дагестан») سال ۲۰۰۹.
- ۸. دریافت جایزه برای «بهترین مادر هنرمند» («Мама года») سال ۲۰۱۱.
- ۹. دریافت جایزه برای «۲۰ آهنگ برتر» («۲۰ лучших песен») سال ۲۰۱۱.

## آثار

### آلبوم‌ها
- «روزهای طولانی» (Долгие дни) سال ۲۰۰۰ (۹۰٫۰۰۰ نسخه به فروش رسید).
- «دوست دارم» (Перепишу любовь) سال ۲۰۰۱ (۲۷۰٫۰۰۰ نسخه به فروش رسید).
- «پازل» (Головоломка) سال ۲۰۰۲ (۳۱۰٫۰۰۰ نسخه به فروش رسید).
- «عشق ۱۰۰٪» (۱۰۰٪ любви) سال ۲۰۰۳ (۸۰٫۰۰۰ نسخه به فروش رسید).
- «بله!» (Да!) سال ۲۰۰۴ (۶۵۰٫۰۰۰ نسخه به فروش رسید).
- «آن را می‌خواهم» (Тебе понравится) سال ۲۰۰۵ (۱۵۰٫۰۰۰ نسخه به فروش رسید).
- «رؤیا» (Мечта) سال ۲۰۰۹.

### آهنگ‌ها
- ۱۹۹۹ — «(Так бывает)- این اتفاق می‌افتد»
- ۲۰۰۰ — «(Падал снег)- برف بارید»
- ۲۰۰۰ — «(Летний день)- روز تابستان»
- ۲۰۰۰ — «(Долгие дни)- روزهای طولانی»
- ۲۰۰۱ — «(Лёли-лёли)- لیلی لیلی»
- ۲۰۰۱ — «(Перепишу любовь)- عشق را کپی کنید»
- ۲۰۰۱ — «(Торопишься слишком)- عجله بیش از حد»
- ۲۰۰۱ — «(Не говори мне)-به من نگو»
- ۲۰۰۲ — «(Ты далеко)- تو دور هستی»
- ۲۰۰۲ — «(Не отпускай меня)- نگذار برم»
- ۲۰۰۲ — «(Головоломка)- پازل»
- ۲۰۰۲ — «(Мамино сердце)- قلب مامان»
- ۲۰۰۳ — «(Холодно)- به‌طور سرد»
- ۲۰۰۳ — «(Дольче Вита)- دولچه ویتا»
- ۲۰۰۳ — «(!Да)- بله»
- ۲۰۰۴ — «(Самый любимый)- محبوب‌ترین»
- ۲۰۰۴ — «(Капля лета)- یک قطره از تابستان»
- ۲۰۰۴ — «(Разгадай любовь)- حل عشق»
- ۲۰۰۵ — «(Как ты мне нужен)- چگونه به تونیاز دارم»
- ۲۰۰۵ — «(Индийское диско)- دیسکو ی هند»
- ۲۰۰۵ — «(Тебе понравится)- تو خواهی خواست»
- ۲۰۰۶ — «(Давай объявим между нами мир)- بیا باهم آشتی کنیم»
- ۲۰۰۶ — «(История)- تاریخ»
- ۲۰۰۶ — «(Загадай)- بساز»
- ۲۰۰۶ — «(Первый близкий)- اولین نزدیک»
- ۲۰۰۷ — «(Боль)- درد»
- ۲۰۰۷ — «(Дежа Вю)- صدای دجا»
- ۲۰۰۸ — «(Пей любовь)- عشق بنوش»
- ۲۰۰۸ — «(Ресничка)- مژه‌ها»
- ۲۰۰۹ — «(Ночь)- شب»
- ۲۰۰۹ — «(Виновата)- بهانه»
- ۲۰۱۰ — «(Не жалею)- پشیمان نیستم»
- ۲۰۱۰ — «(Здравствуй, новая любовь)- میهمان گرامی، عشق تازه»
- ۲۰۱۱ — «(Лабу-Дабу)- لبه شمشیر»
- ۲۰۱۱ — «(Можно)- تو می‌توانی»
- ۲۰۱۱ — «(Как в детстве)- مثل یک کودک»

موفق‌ترین تک‌آهنگ، که مقام اول را در نمودار در کشور روسیه گرفت:
Долгие дни» , «Перепишу любовь» , «Торопишься слишком» , «Головоломка» , «Дольче Вита» , «Да!» , «Самый любимый» , «Как ты мне нужен» , «Индийское диско» , «Дежа Вю» , «Ночь» , «Виновата» , «Лабу-Дабу.

### نمودارها
| سال  | نام                               | ۱۰۰ آهنگ برتر | ۱۰۰ آهنگ برتر مسکو |
| ---- | --------------------------------- | ------------- | ------------------ |
| ۲۰۰۳ | Дольче вита                       | ۱۸            | -                  |
| ۲۰۰۳ | Да!                               | ۱۸            | -                  |
| ۲۰۰۴ | Самый любимый                     | ۶             | -                  |
| ۲۰۰۴ | Самый любимый (ремикс)            | ۴۹            | -                  |
| ۲۰۰۴ | Капля лета                        | ۳             | -                  |
| ۲۰۰۴ | Разгадай любовь                   | ۹             | ۴۶                 |
| ۲۰۰۴ | Утренняя гимнастика               | ۱۱۹           | -                  |
| ۲۰۰۵ | Как ты мне нужен                  | ۱۳            | ۱۷                 |
| ۲۰۰۵ | Индийское диско                   | ۱             | ۲                  |
| ۲۰۰۵ | Тебе понравится                   | ۳             | ۴                  |
| ۲۰۰۶ | Первый близкий                    | ۱۰            | ۱۷                 |
| ۲۰۰۶ | Загадай                           | ۱۰            | ۱۱                 |
| ۲۰۰۷ | Боль                              | ۴۶            | ۶۴                 |
| ۲۰۰۷ | Дежавю                            | ۴۵            | ۲۸                 |
| ۲۰۰۷ | История                           | ۷۰            | ۱۴۲                |
| ۲۰۰۷ | Почему-то (Мечта)                 | ۶۶            | ۵۹                 |
| ۲۰۰۷ | Алмазы                            | ۵۹            | ۶۴                 |
| ۲۰۰۸ | Пей любовь                        | ۲۲            | ۱۲                 |
| ۲۰۰۸ | Ресничка                          | ۳۲            | ۱۸                 |
| ۲۰۰۹ | Ночь                              | ۳۳            | ۳۵                 |
| ۲۰۰۹ | Будем откровенны                  | ۱۸۹           | -                  |
| ۲۰۰۹ | Ты - вода, я - огонь              | ۸۰            | ۴۰                 |
| ۲۰۰۹ | Виновата                          | ۲۷            | ۴۳                 |
| ۲۰۱۰ | Не жалею                          | ۴۶            | ۶۱                 |
| ۲۰۱۰ | Здравствуй, новая любовь          | ۳۴            | ۳۶                 |
| ۲۰۱۰ | Здравствуй, новая любовь (ремикс) | ۳۴            | ۳۶                 |
| ۲۰۱۱ | Лабу-Дабу                         | ۳۴            | ۳۵                 |
| ۲۰۱۲ | Можно                             | ۱۷            | -                  |

### موزیک ویدئوها
| سال  | نام                              | موزیک                                 | ترانه سرا                         | کارگردان                                                                  |
| ---- | -------------------------------- | ------------------------------------- | --------------------------------- | ------------------------------------------------------------------------- |
| ۲۰۰۰ | Так бывает                       | А. Грозный                            | Т. Иванова                        | О. Гусев                                                                  |
| ۲۰۰۰ | Падал снег                       | А. Шевченко                           | А. Шевченко                       | О. Гусев                                                                  |
| ۲۰۰۰ | Летний день                      | А. Грозный                            | Т. Иванова                        | О. Гусев                                                                  |
| ۲۰۰۰ | Долгие дни                       | А. Лунёв                              | А. Шевченко                       | О. Гусев                                                                  |
| ۲۰۰۱ | Лёли-лёли                        | К. Брейтбург                          | С. Сашин                          | О. Гусев                                                                  |
| ۲۰۰۱ | Перепишу любовь                  | А. Зубков                             | И. Каминская                      | О. Гусев                                                                  |
| ۲۰۰۱ | Торопишься слишком               | А. Зубков                             | И. Каминская                      | Т. Кеосаян                                                                |
| ۲۰۰۱ | Не говори мне                    | Ф. Ильиных                            | И. Каминская                      | О. Гусев                                                                  |
| ۲۰۰۲ | Ты далеко                        | А. Шевченко                           | А. Шевченко                       | О. Гусев                                                                  |
| ۲۰۰۲ | Не отпускай меня                 | И. Брылин                             | И. Каминская                      | О. Гусев                                                                  |
| ۲۰۰۲ | Головоломка                      | А. Зубков                             | Т. Иванова                        | О. Гусев                                                                  |
| ۲۰۰۳ | Холодно                          | И. Брылин                             | И. Брылин, А. Муразов (А. Смогул) | О. Гусев                                                                  |
| ۲۰۰۳ | Дольче вита                      | И. Брылин                             | Л. Д’Элиа                         | И. Миронова                                                               |
| ۲۰۰۳ | Да!                              | В. Васильев                           | И. Каминская, Э. Мельник          | О. Гусев                                                                  |
| ۲۰۰۴ | Самый любимый                    | А. Гусейнов                           | А. Гусейнов                       | О. Гусев (съемки прошли в августе ۲۰۰۳ года)                              |
| ۲۰۰۴ | Капля лета                       | Э. Поконов                            | Т. Иванова                        | О. Гусев                                                                  |
| ۲۰۰۴ | Разгадай любовь                  | И. Брылин                             | С. Саунин                         | О. Гусев                                                                  |
| ۲۰۰۵ | Как ты мне нужен                 | С. Ревтов                             | С. Ревтов                         | О. Гусев                                                                  |
| ۲۰۰۵ | Индийское диско                  | И. Постоев                            | И. Логинов, Л. Постоева           | О. Гусев                                                                  |
| ۲۰۰۵ | Тебе понравится                  | О. Попкова, И. Логинов                | О. Попков                         | О. Гусев                                                                  |
| ۲۰۰۶ | Первый близкий                   | С. Ревтов                             | С. Ревтов                         | О. Гусев                                                                  |
| ۲۰۰۷ | Боль                             | С. Ревтов                             | К. Клюев                          | Д. Захаров                                                                |
| ۲۰۰۷ | Дежавю                           | И. Брылин, А. Прусов                  | Н. Черненко                       | О. Гусев                                                                  |
| ۲۰۰۸ | Пей любовь                       | Любаша                                | Любаша                            | Г. Тоидзе                                                                 |
| ۲۰۰۸ | Ресничка                         | А. Зубков                             | И. Каминская, Л. Д’Элиа           | О. Гусев                                                                  |
| ۲۰۰۹ | Ночь                             | С. Кулемина                           | Л. Панкова, В. Адаричев           | А. Бадоев                                                                 |
| ۲۰۰۹ | Виновата                         | С. Жуков                              | С. Жуков                          | И. Миронова                                                               |
| ۲۰۱۰ | Спи, моё солнышко                | И. Дубцова                            | И. Дубцова                        | А. Голубев (совместно с И. Дубцовой, Алсу, Т. Булановой и Л. Кудрявцевой) |
| ۲۰۱۰ | Не жалею                         | Д. Дубинский                          | Л. Д’Элиа                         | П. Худяков                                                                |
| ۲۰۱۱ | Здравствуй, новая любовь         | К. Брейтбург                          | А. Куделинская                    | И. Миронова (клип существует в двух версиях)                              |
| ۲۰۱۱ | Здравствуй, новая любовь (remix) | К. Брейтбург, Ivan Martin & Tom Chaos | А. Куделинская                    | И. Миронова                                                               |
| ۲۰۱۱ | Лабу-Дабу                        | С. Ахунов                             | С. Ахунов                         | А. Ненашев                                                                |
| ۲۰۱۲ | Можно                            | М. Фадеев                             | М. Фадеев, И. Секачева            | С. Солодцкий                                                              |

### آلبوم تصویری
- ۲۰۰۵ — «Да!» یا «بله!» (در سالن کنسرت رسیتال «روسیه»)
- ۲۰۰۵ — «مجموعه بزرگ جاسمین» (شامل ۱۸ ویدیو)

### فیلم‌شناسی
- بازی در فیلم موزیکال علی بابا در سال ۲۰۰۴.
- بازی در فیلم ۳ تفنگدار در سال ۲۰۰۵.
- بازی در فیلم زن سودا فروش در سال ۲۰۰۸.
- بازی در فیلم جوانان در سال ۲۰۰۹.

### کتاب‌ها
- ۲۰۰۷ — «Заложница» یا «گروگان»

### تورهای کنسرت
- ۲۰۰۵ — «Да!» یا «بله!»
- ۲۰۰۹ — تور درایالات متحده

## دیگر توضیح‌ها
- در مجموع، ۲ میلیون نسخه از آلبوم جاسمین به فروش رسیده‌است.
- تعداد نمایش این ویدئو برای آهنگ «بخواب، عسل من»، فیلم‌برداری شده در سال ۲۰۱۰ انتشار یافته، بیش از ۸۶۰٫۰۰۰ نسخه در یوتیوب به اشتراگ گذاشته شده‌است.
- کشور مورد علاقه جاسمین، روسیه، فرانسه ، ایتالیا، انگلستان است.
- او خلق و خوی خوب دارد و خوش مشرب است.
- جاسمین قهرمان المپیا ریاضی در روسیه، اوکراین، بلاروس شده‌است؛ و او راه‌حل‌های زیادی برای سخت‌ترین جدول کلمات متقاطع، و سودوکو پیدا کرده‌است.
- سرگرمی‌های مورد علاقهٔ جاسمین، ورزش، موسیقی، عکاسی، رقص است.